# Beate Henkel
Beate Henkel (* 30. Juli 1960) ist eine ehemalige deutsche Fußballspielerin, die auch in die A-Nationalmannschaft berufen wurde.

## Karriere

### Vereine
Ihre fußballerische Laufbahn begann Beate Henkel bereits im Alter von sechs Jahren, als sie in der Knabenmannschaft des SV Frömern mitspielte. Mit zehn Jahren wechselte sie zum SV Langschede, den sie zunächst 1975 Richtung SG Eintracht Ergste verließ und anschließend ab 1979 für zwei Jahre als Mitglied der Arminia Ickern auf dem Platz stand. Den Aufstieg in die Profiliga schaffte Henkel dann im Jahr 1981 mit ihrem Wechsel zum TSV Siegen.

### Erfolge
1986 gewann Henkel zusammen mit dem TSV Siegen das DFB-Pokalfinale gegen die SSG 09 Bergisch Gladbach. 1987 konnte mit der Meisterschaft und dem DFB-Pokal sogar das Double gesichert werden. In den Jahren 1990 und 1991 wurde Beate Henkel mit dem TSV erneut deutscher Meister. Das erreichte DFB-Pokalfinale ging im Jahr 1991 an Grün-Weiß Brauweiler verloren (1:0)

### Nationalmannschaft
Als erste Spielerin aus Nordrhein-Westfalen absolvierte Beate Henkel am 8. Oktober 1983 ein Spiel für die Nationalmannschaft der Frauen. Im Zeitraum 1983 bis 1988 lief sie insgesamt zehn Mal im Trikot der Nationalmannschaft auf. Ihr letztes Spiel absolvierte Henkel am 14. Mai 1988 gegen die Schweiz (0:1).

## Trainerlaufbahn
Nach ihrer aktiven Karriere, von 1992 bis 1995, betreute Beate Henkel die Sportfreunde Werne als Spielertrainerin. Anschließend bekleidete sie die gleiche Position bei der Westfalia Hagen. Ihre letzte Station als Trainerin war der SV Brackel 06.

## Sonstiges
In der Saison 1975/76 absolvierte Beate Henkel eine Spielzeit mit dem UTG Witten in der Handballbundesliga.